# Švihov (rybník)
Rybník Švihov o rozloze 1,8 ha se nalézá na severním okraji vesnice Žáravice v okrese Pardubice. Rybník je součástí přírodní rezervace Na Hradech chránící přilehlou opukovou stráň se vzácnou květenou. Samotný rybník je využíván pro chov ryb.

## Galerie

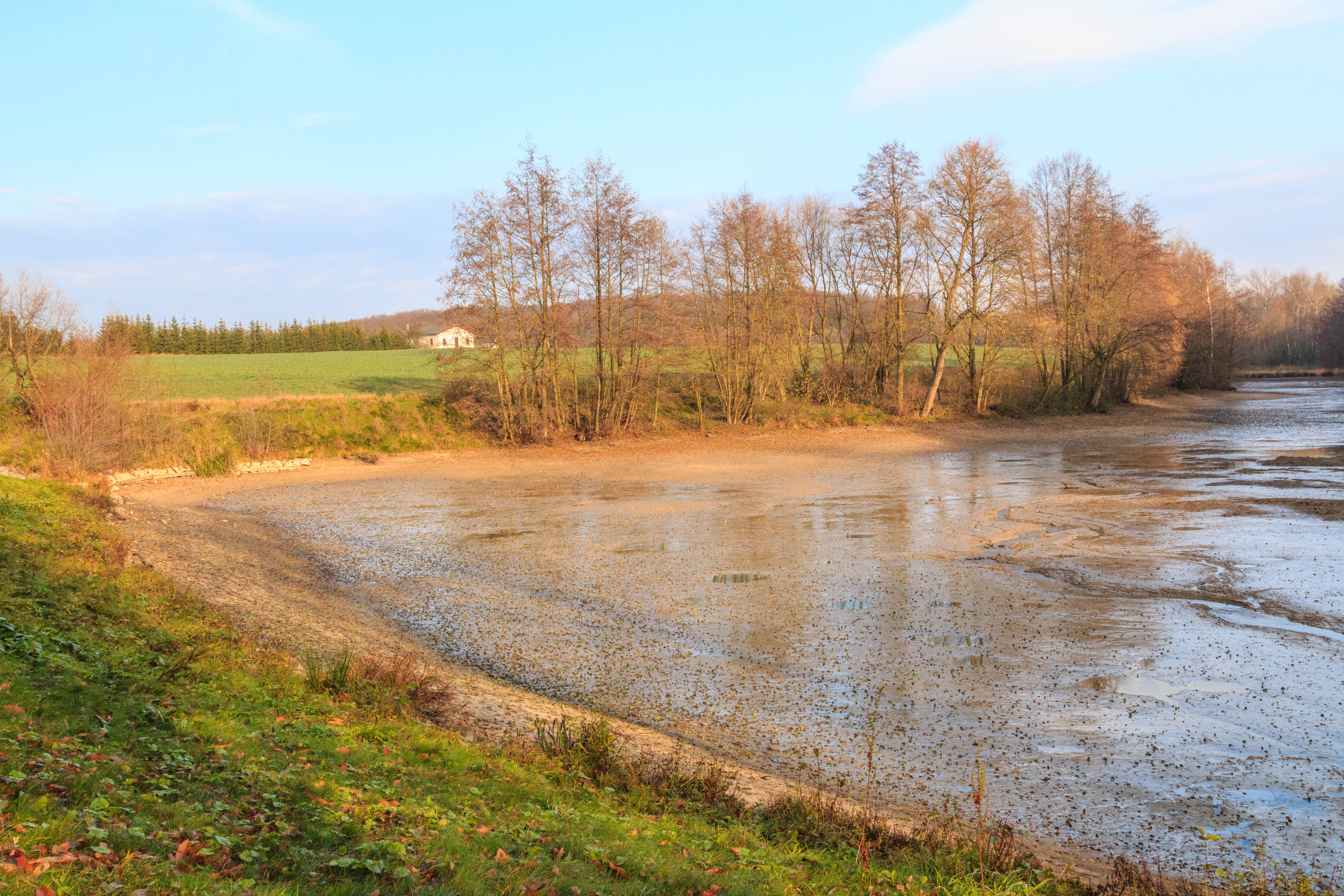
Rybník Švihov u Žáravic
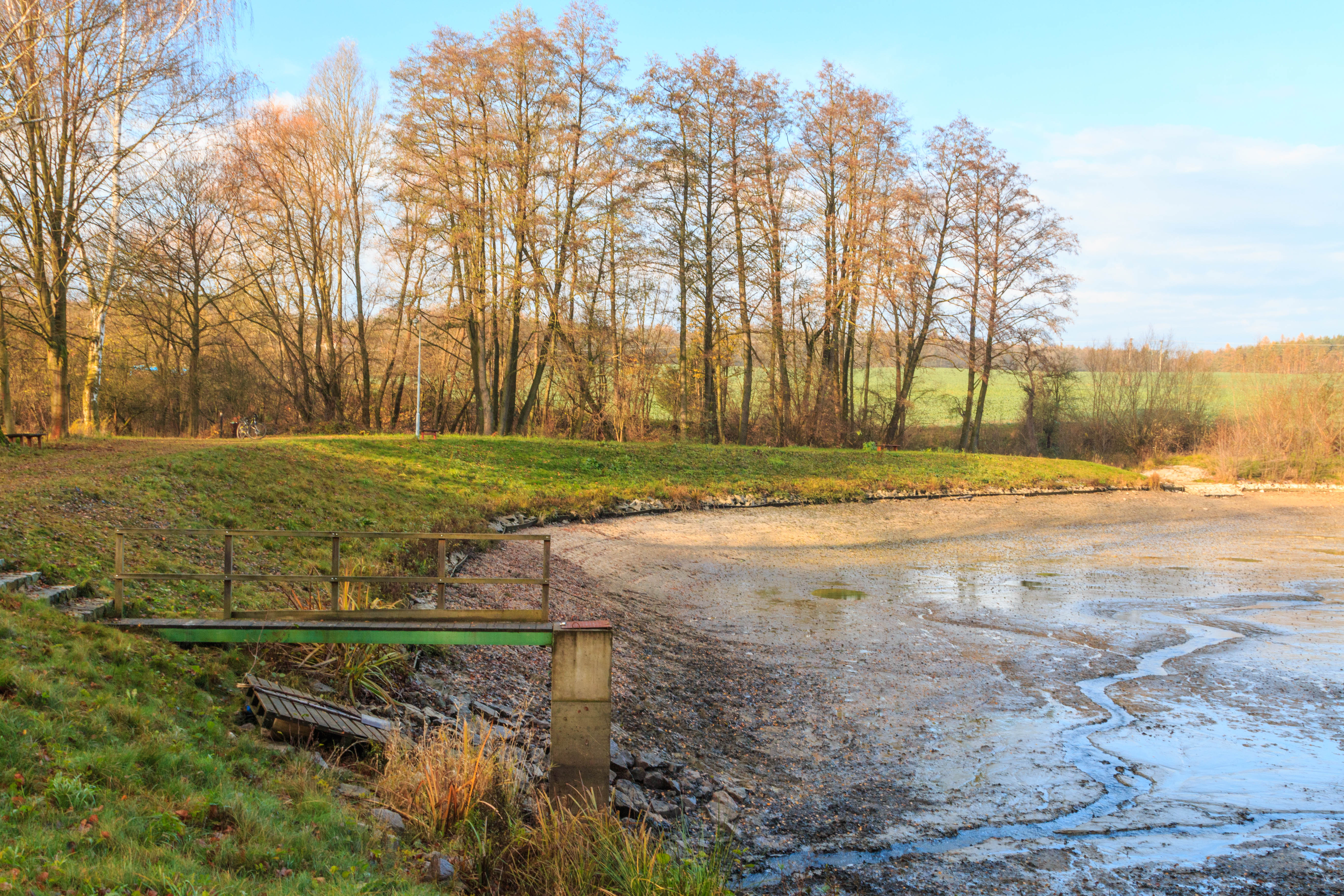
Rybník Švihov u Žáravic
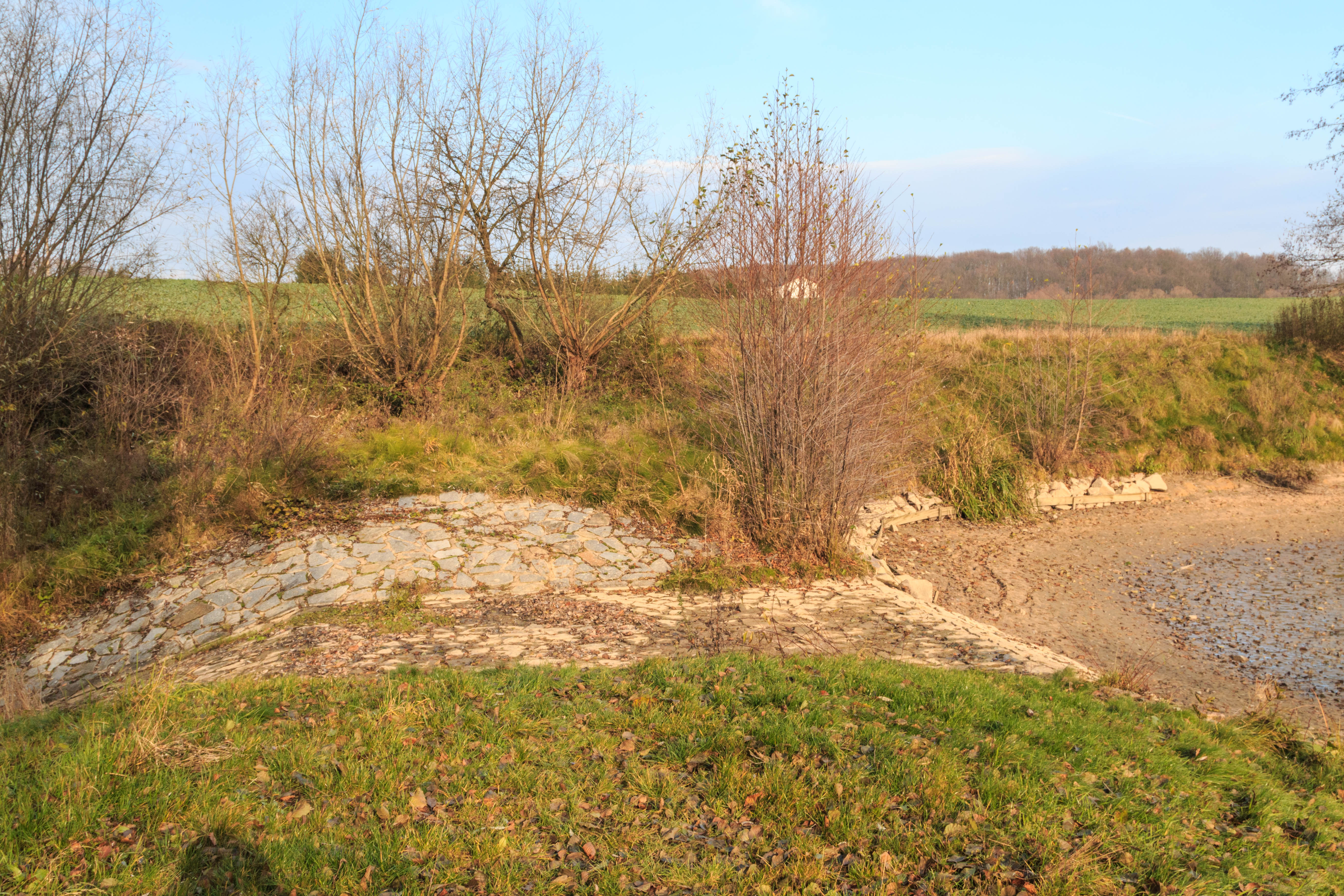
Rybník Švihov u Žáravic
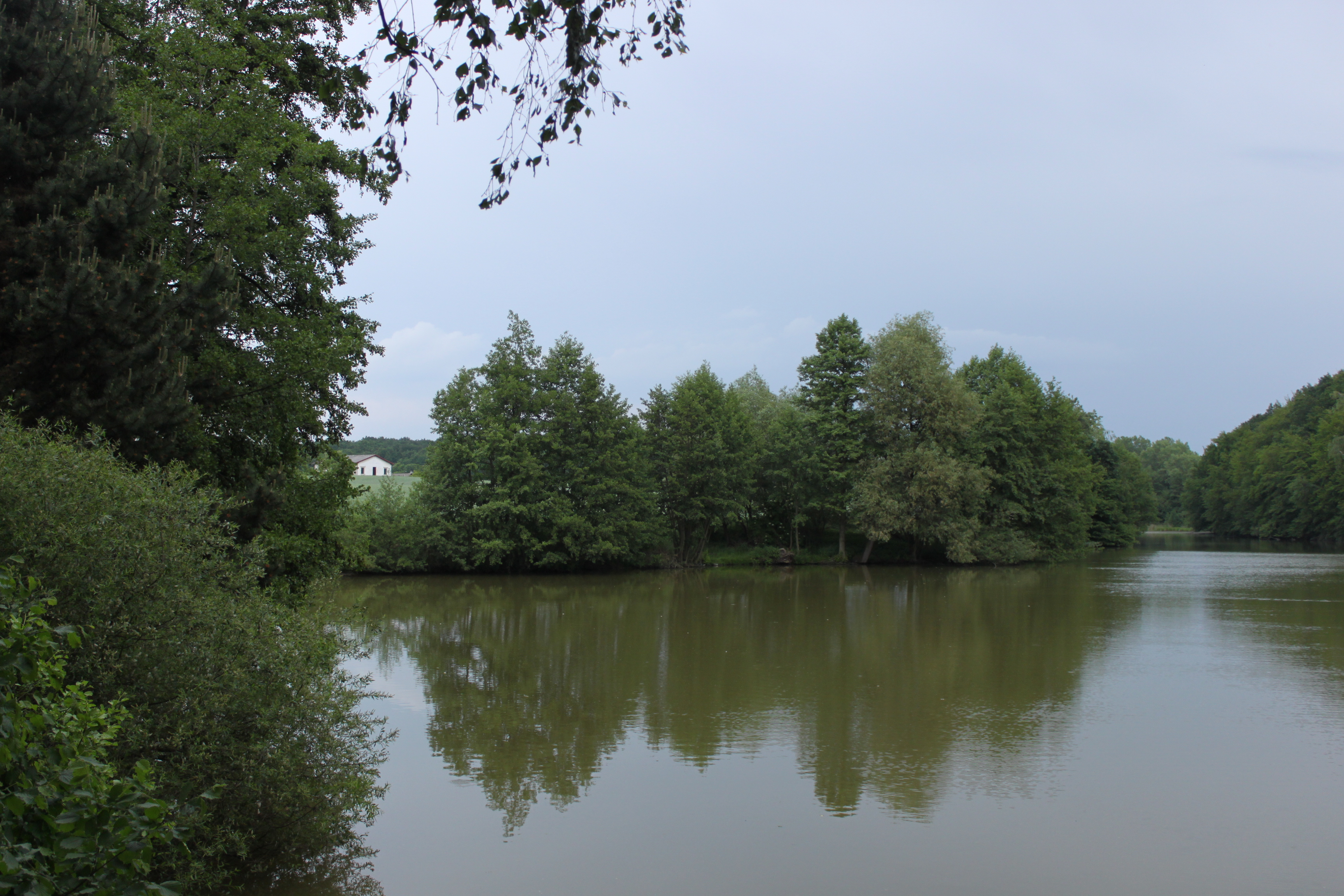
Rybník Švihov u Žáravic